# A Gilded Fool (film 1915)
A Gilded Fool è un film muto del 1915 diretto da Edgar Lewis. La sceneggiatura si basa sul lavoro teatrale A Gilded Fool di Henry Guy Carleton (andato in scena a New York il 7 novembre 1892) e sul suo omonimo romanzo, pubblicato a New York nel 1906.

## Trama
Chauncey Short, un povero impiegato, è disperato perché non riesce a trovare il denaro che servirebbe a curare sua madre, gravemente ammalata. Cerca di contattare il ricco zio Dan, partito per un viaggio all'estero, ma inutilmente. Le condizioni della madre si aggravano e la donna muore. A Chauncey arriva la notizia che anche lo zio è morto, lasciandolo erede di cinque milioni di dollari. Disincantato, il giovane considera l'amara ironia di tutto quel denaro arrivato quando ormai era troppo tardi: da quel momento, Chauncey si lascia vivere senza passione, sprecando il suo tempo nell'ozio e spendendo a piene mani, senza provarne il minimo piacere. Passano in questo modo cinque anni. Quando conosce Margaret Ruthven, la figlia di un banchiere, si innamora di lei. La giovane, però, rifiuta la sua proposta di matrimonio proprio a causa del suo modo di vivere. Chauncey si mette in società con Strange, il socio del padre di Margaret: il vecchio Ruthven è ormai rovinato a causa degli investimenti di Strange e quest'ultimo convince Chauncey che così riusciranno a coprire quelle perdite. Quando Margaret scopre quello che sta facendo Chauncey per il padre in bancarotta, lo rimprovera perché gli affari non si fanno per simpatia. Il giovane, però, si rivela un bravo investitore, realizzando un grande profitto che rimette in piedi le finanze di Ruthven. Nel frattempo, un'indagine di Scotland Yard rivela che Strange è ricercato come truffatore. Margaret è finalmente conquistata e adesso accetta di sposare Chauncey.

## Produzione
Il film fu prodotto dalla Fox Film Corporation.

## Distribuzione
Il copyright del film, richiesto da William Fox, fu registrato il 1º febbraio 1915 con il numero LP5968. Il film uscì nelle sale cinematografiche statunitensi distribuito dalla Fox Film Corporation.
Non si conoscono copie ancora esistenti della pellicola che viene considerata presumibilmente perduta.